# Eugen Slutsky
Eugen E. Slutsky (Novoye, oblast de Iaroslavl, 19 de abril de 1880 — Moscou, 10 de março de 1948) foi um economista e estatístico ucraniano-russo.
Slutsky ficou conhecido pelo seu trabalho de derivações na popular equação de Slutsky, que é muito utilizada em microeconomia, na teoria do consumidor, para separar o efeito-substituição do efeito-renda, quando ocorre uma mudança no preço de um bem demandado.